# Prosopocoilus variegatus
Prosopocoilus variegatus es una especie de coleóptero de la familia Lucanidae.

## Distribución geográfica
Habita en Camerún, Nigeria, República Democrática del Congo y en Uganda.